# Himotica
Himotica é um gênero de traça pertencente à família Agonoxenidae.